# Microsoft GS Wavetable SW Synth
Microsoft GS Wavetable SW Synth（マイクロソフト ジーエス ウェーブテーブル エスダブリュー シンセ）は、Windowsのコンポーネントとして提供されているソフトウェア・シンセサイザーである。

## 概要
- Microsoft Synthesizerの音源を、MIDIデバイスとして転用したものである。
- 使用のための必須条件は、Windows 98以降のWindowsとWDMサウンドドライバである。
- Windows Vistaからは名称がMicrosoft GS Wavetable Synthに変更され、プログラムが明示的にMIDIドライバを指定しない場合、この音源以外を使用することができなくなった。
- マイクロソフトはWindows Vistaを開発する際に、Microsoft GS Wavetable SW Synthを業界標準とした。
- 一部のGM/GS命令がサポートされておらず、特に特定トラックにピッチチューニングコマンドを用いたデータなどの再現性は著しく低い。もっともそのようなデータは必ずしも多くはない。
- ファイルとしてはgm.dlsの名でC:\Windows\System32\driversに格納されている。

## Microsoft Synthesizerの音源との相違点
- Microsoft Synthesizerの音源は、DirectMusicを介さなければ使用できない。しかしMicrosoft GS Wavetable SW Synthは、DirectMusicとは関係なく、MIDIデバイスとして使用できる。
- リバーブが搭載されていない。

## 主な略称や愛称
- Microsoft GS
- MSGS
- ゲイツシンセ (Microsoftを創業したビル・ゲイツから)